# Konrad Johann Martin Langenbeck
Konrad Johann Martin Langenbeck, född 5 december 1776 i Horneburg, död 24 januari 1851, var en tysk anatom och kirurg, farbror till Bernhard Rudolph Konrad von Langenbeck.
Langenbeck blev medicine doktor i Jena 1802 på avhandlingen Über eine einfache und sichere Methode des Steinschnittes och började kort därefter att hålla anatomiska föreläsningar i ett auditorium som han själv låtit uppföra i Göttingen. Han blev 1804 e.o. professor och inrättade 1807 ett litet kliniskt institut för kirurgi och oftalmologi. År 1814 blev han ordinarie professor och tillika generalkirurg för den hannoveranska armén, som han följde till Belgien, och där han deltog i Slaget vid Waterloo. 
Åter hemma uppförde han 1828-29 det nya anatomiska auditoriet. I "Bibliothek für Chirurgie und Ophthalmologie" (1806-13) och i "Neue Bibliothek für Chirurgie und Ophthalmologie" (1815-28) publicerade han sina studier över ögonoperationer, främst grå starroperation och skapandet av en konstgjord pupill. Han invaldes som utländsk ledamot av Vetenskapsakademien i Stockholm 1845.